# Yugoslavia en los Juegos Paralímpicos de Arnhem 1980
Yugoslavia estuvo representada en los Juegos Paralímpicos de Arnhem 1980 por un total de 31 deportistas, 25 hombres y seis mujeres.

## Medallistas
El equipo paralímpico yugoslavo obtuvo las siguientes medallas:
| Nombre                               | Deporte          | Evento                     |
| ------------------------------------ | ---------------- | -------------------------- |
| Oro                                  |                  |                            |
| Jožef Banfi                          | Natación         | 100 m braza D1 masculino   |
| Jožef Banfi                          | Natación         | 150 m estilos D1 masculino |
| Svetislav Dimitrijević               | Tenis de mesa    | Individual E masculino     |
| Svetislav Dimitrijević Franc Šimonič | Tenis de mesa    | Equipo E masculino         |
| Plata                                |                  |                            |
| Jože Okoren                          | Atletismo        | Disco 2 masculino          |
| Roko Mikelin                         | Natación         | 50 m espalda E1 masculino  |
| Roko Mikelin                         | Natación         | 50 m libre E1 masculino    |
| Roko Mikelin                         | Natación         | 150 m estilos E1 masculino |
| Franc Šimonič                        | Tenis de mesa    | Individual E masculino     |
| Bronce                               |                  |                            |
| Milka Milinković                     | Atletismo        | Jabalina 4 femenino        |
| Milka Milinković                     | Atletismo        | Peso 4 femenino            |
| Miroslav Jančić                      | Atletismo        | 5000 m marcha A masculino  |
| Franjo Izlakar                       | Atletismo        | Peso CP D masculino        |
| Marjan Peternelj                     | Atletismo        | Jabalina 4 masculino       |
| Vangel Zabev                         | Natación         | 50 m libre E1 masculino    |
| Vangel Zabev                         | Natación         | 150 m estilos E1 masculino |
| Roko Mikelin                         | Natación         | 50 m braza E1 masculino    |
| Equipo                               | Voleibol sentado | Torneo masculino           |